# Xi1 Centauri
Xi1 Centauri (ξ1  Centauri, förkortat Xi1 Cen, ξ1  Cen) som är stjärnans Bayerbeteckning, är en ensam stjärna belägen i den mellersta delen av stjärnbilden Kentauren. Den har en skenbar magnitud på 4,83 och är synlig för blotta ögat där ljusföroreningar ej förekommer. Baserat på parallaxmätning inom Hipparcosuppdraget på ca 14,8 mas, beräknas den befinna sig på ett avstånd på ca 221 ljusår (ca 68 parsek) från solen. På det beräknade avståndet minskas stjärnans skenbara magnitud med en interstellär skymningsfaktor på 0,10 på grund av mellanliggande stoft. Bara 17 bågsekunder väster om Xi1 Centauri ligger galaxen NGC 4945.

## Egenskaper
Xi1 Centauri är en blå till vit stjärna i huvudserien av spektralklass A0 V. Den har en massa som är ca 2,4 gånger större än solens massa, en radie som är ca 2,7 gånger större än solens och utsänder från dess fotosfär ca 43 gånger mera energi än solen vid en effektiv temperatur på ca 10 460 K. 